# Путешествие в страну Оз
«Путешествие в Страну Оз» (англ. The Road to Oz) — опубликованная 10 июля 1909 года пятая книга американского писателя Лаймена Фрэнка Баума из серии сказок о Стране Оз, описывает пятое путешествие Дороти Гейл в Страну Оз. Книга была посвящена Джослину Стэнтону Бауму, первому внуку автора, ребёнку старшего сына автора.
Полноцветные иллюстрации для книги были сделаны художником Джоном Р. Нилом.

## Сюжет
Дороти находилась недалеко от её дома в Канзасе, когда началась история повествования. К ней подошел какой-то необычный косматый человек и попросил, чтобы она показала дорогу на Баттерфилд. Дороти хорошо присмотрелась к этому странному мужчине. Незнакомец хоть и выглядел сильно оборванным и всклокоченным, однако в его глазах горели озорные огоньки, потому он показался Дороти очень симпатичным. Бродягу звали Косматый, и у него в кармане был Магнит Любви, обладающий магическим свойствам притягивать к обладателю его всех живых существ. Дороти стала показывать дорогу, однако, дойдя вместе с Косматым до перекрёстка из семи дорог, забыла, по какой дороге они пришли, и заблудилась. Выбрав наугад одну из дорог, Дороти, Косматый и Тото отправились в путь. Вскоре к ним присоединился Пуговка — маленький мальчик, который всегда терялся. Позже друзья встретили также Многоцветку, дочь Радуги, фею, которая упала с радуги, когда танцевала на её краю.
По пути они оказались пойманы сначала народом лис (до встречи с Многоцветкой), а затем народом ослов (после), и их выручил только магнит любви. К несчатью, Пуговка и Косматый, оказались заколдованы Правителями лис и ослов соответственно, так как те возомнили их слишком гениальными для людей. Затем они повстречали человека, из которого доносились звуки органа когда он дышал. Чуть позже они спаслись от Прыгалсов, и на их пути встала пустыня, окружавшая страну Оз, и тут на помощь пришел Джони-Умелец. Он соорудил корабль, который мог ездить по пустыне, и путники оказались в стране Оз. Пуговка и Косматый искупались в Пруде Истины и снова стали прежними. Дороти вновь встретилась с друзьями. Оказалось, что у принцессы Озмы был день рождения, и она специально запутала дороги, чтобы Дороти попала к ней.